# تشم انجير (مقاطعة دلفان)
تشم انجير (بالفارسية: چم انجیر) هي قرية تقع في قسم كاكاوند الغربي الريفي (مقاطعة دلفان) في إيران. يقدر عدد سكانها بـ 70 نسمة بحسب إحصاء 2016.